# Бухарська ТЕС
39°46′0″ пн. ш. 64°18′45″ сх. д. / 39.76667° пн. ш. 64.31250° сх. д.
Бухарська ТЕС — теплова електростанція в Узбекистані, розташована на західних околицях Бухари.
У 2022 році на майданчику ТЕС ввели в дію 28 генераторних установок із двигунами внутрішнього згоряння, відпрацьовані якими продукти згоряння через котли-утилізатори живлять дві парові турбіни. Загальна потужність цього обладнання становить 270 МВт.
Як паливо станція використовує природний газ (можливо відзначити, що повз Бухару проходить газопровідний коридор Газлі – Каган).
Проєкт реалізувала турецька компанія Aksa Energy.